# Fazlay Rabbi
Fazley Rabby (ফজলে রাব্বী; 16 maggio 1995) è un calciatore bangladese, difensore dello Sheikh Russell.

## Carriera

### Club
Gioca dal 2013 nello Sheikh Russel, formazione della prima divisione del Bangladesh.

### Nazionale
Ha esordito in Nazionale il 24 marzo 2016 nella partita contro la Giordania valevole per le qualificazioni ai Mondiali 2018.